# ولاستیمیل بوبنیک
ولاستیمیل بوبنیک (چکی: Vlastimil Bubník; ۱۸ مارس ۱۹۳۱ – ۶ ژانویهٔ ۲۰۱۵) بازیکن هاکی روی یخ و بازیکن فوتبال اهل چکسلواکی بود.
از باشگاه‌هایی که در آن بازی کرده‌است می‌توان به باشگاه فوتبال ستاره سرخ برنو و باشگاه فوتبال زبرویوفکا برنو اشاره کرد.
وی همچنین در تیم ملی فوتبال چکسلواکی بازی کرده‌است.